# Porto antico di Genova
Il porto antico (o porto vecchio) è una parte del porto di Genova attualmente adibita a quartiere abitativo, centro turistico, culturale e di servizi divisa in due aree date in concessione dal demanio alle società Porto Antico di Genova S.p.A. e Marina Porto Antico S.p.A. ed un'area gestita direttamente dal comune di Genova.
Il suo riadattamento è stato portato a termine nei primi anni novanta sulla superficie di quello che un tempo era il cuore dell'attività portuale – regno dei camalli che facevano parte della Compagnia dei Caravana – e che era rimasto da molti decenni di fatto inutilizzato.
Oggi le sue calate, che si susseguono senza soluzione di continuità, pur assumendo nomi diversi, fanno dell'Area del Porto Antico, una vastissima area affacciata sul mare in cui hanno sede oltre all'acquario, numerosi punti di interesse artistico, museale, turistico, fieristico e di divertimento, su una superficie di oltre 230.000 metri quadrati.

## Descrizione

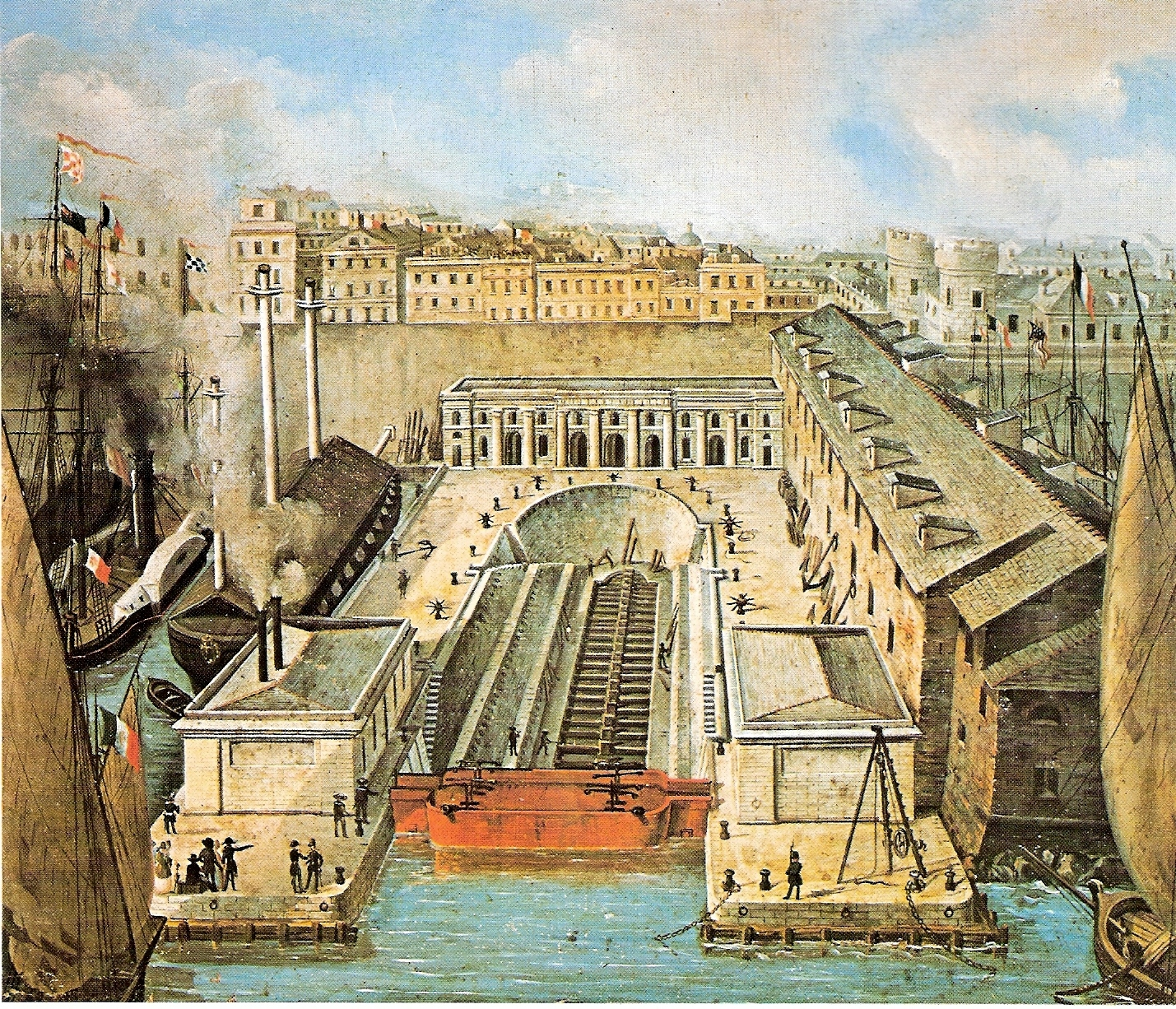
Il bacino di carenaggio della Darsena del porto di Genova. Inaugurato nel 1851 su progetto di Damiano Sauli

L'area interessata, detta comunemente anche "Expo", avendo ospitato le esposizioni dell'Expo '92 Genova, si estende in lunghezza da Piazza Cavour fino a Ponte Parodi ed è costeggiato, nel lato a monte, dalla strada sopraelevata.
Il suo totale restauro è stato completato nel 1992 su progetto dell'architetto Renzo Piano, in occasione delle celebrazioni del cinquecentenario della scoperta dell'America. Per la gestione dell'area, considerata il nuovo waterfront della Genova del terzo millennio, fu costituita un'apposita società, la Porto Antico di Genova S.p.A., a partecipazione mista ma controllata dal Comune di Genova. Nel corso del 2019 la Porto Antico di Genova S.p.A. è stata fusa con la Fiera di Genova S.p.A..
Negli ultimi anni l'area del Porto Antico è stata sede di numerosi eventi turistici, musicali, culturali e sportivi. Nel 2007 e 2010 è stata punto di partenza della The Tall Ships' Race, nel 2008 e 2009 ha ospitato l'evento musicale MTV Day e nel 2010 i TRL Awards, manifestazione musicale sempre legata all'emittente musicale MTV Italia. Ogni anno, inoltre, l'area ospita due manifestazioni molto apprezzate dal pubblico genovese e non solo: la Festa dello Sport, in primavera, e la rassegna di musica, teatro e danza Porto Antico EstateSpettacolo, in estate, che ha luogo nel panoramico piazzale dell'Arena del Mare.
In area è presente da anni un servizio di informazioni turistiche, oggi parte della rete degli IAT del comune, che offre accoglienza e informazioni ai numerosi visitatori in arrivo in città , essendo l'area del Porto Antico una delle principali attrazioni della città.
Nel corso del 2017, Piano ha donato il progetto del Waterfront di Levante al Comune di Genova: i lavori per tale opera sono iniziati nel corso del 2019, e sono intesi come completamento e prosecuzione naturale verso Levante del progetto del Porto Antico.

### Presidenti
- Renato Picco (1995-2006)[5]
- Pier Luigi Assirelli (2006)
- Giuseppe Pericu (2006-2007)[6]
- Bruno Giontoni (2007-2009)
- Ariel Dello Strologo (2009-2017)[7]
- Giorgio Mosci (2017-2019)[8]
- Luca Nannini (2019)[9]
- Mauro Ferrando (dal 2019)[10]

## Strutture e luoghi

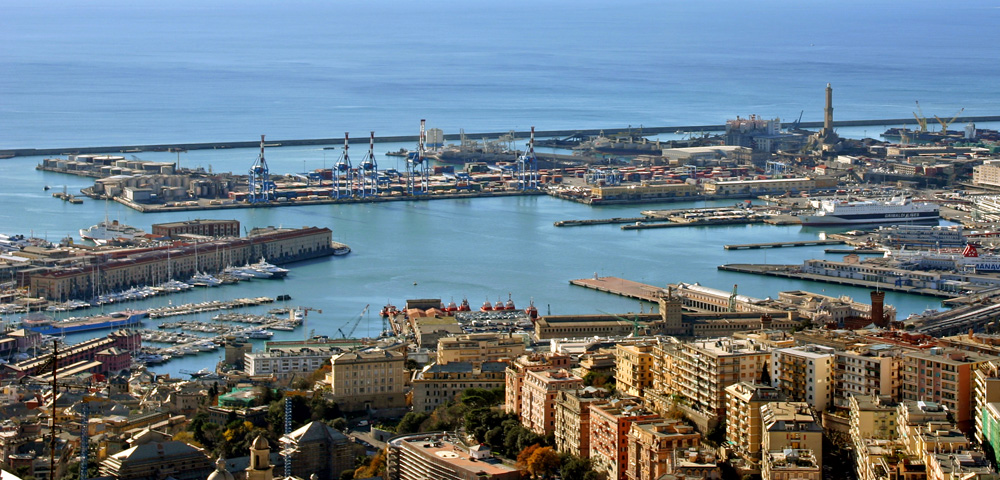
Panorama dall'alto del porto antico

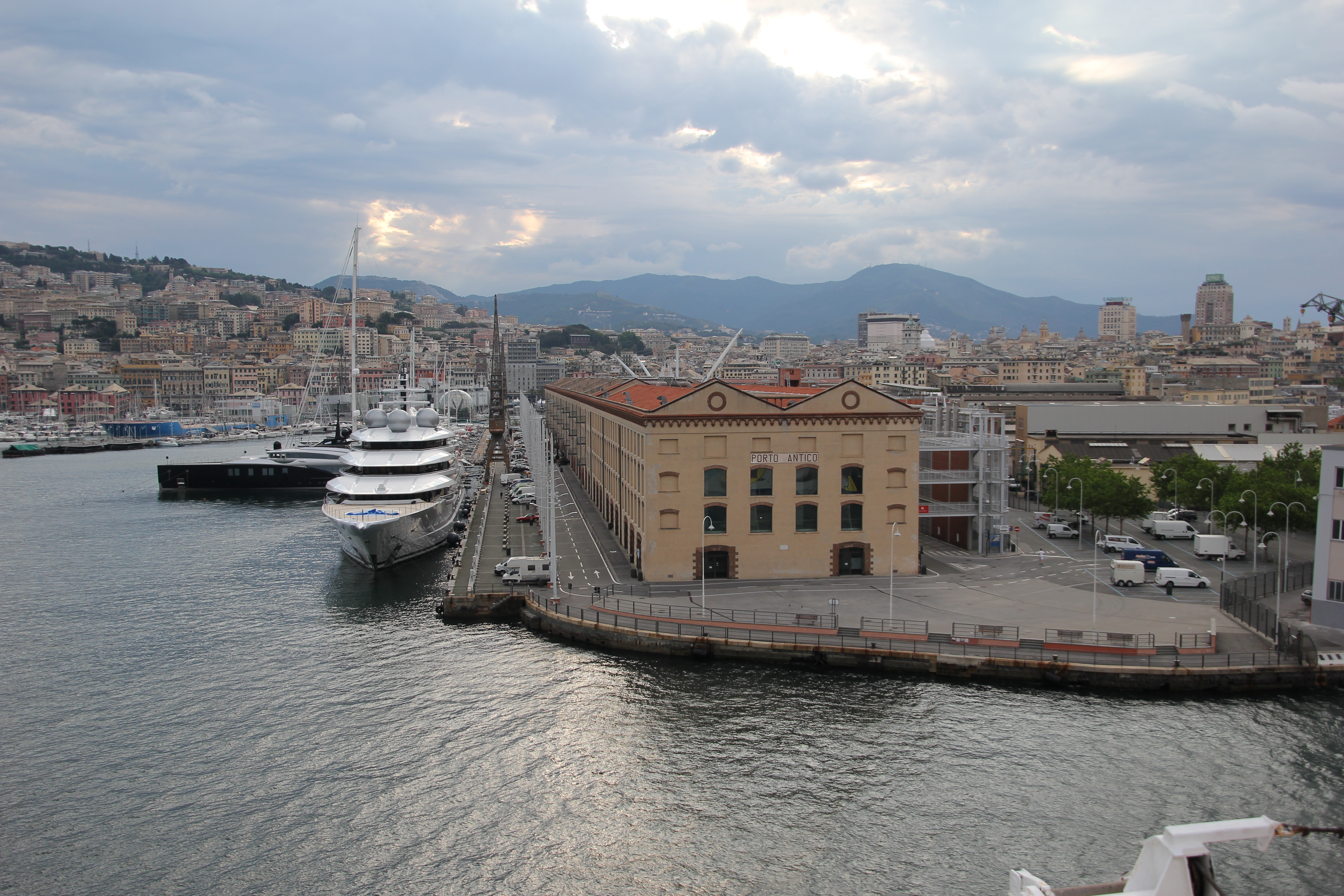
L'ingresso

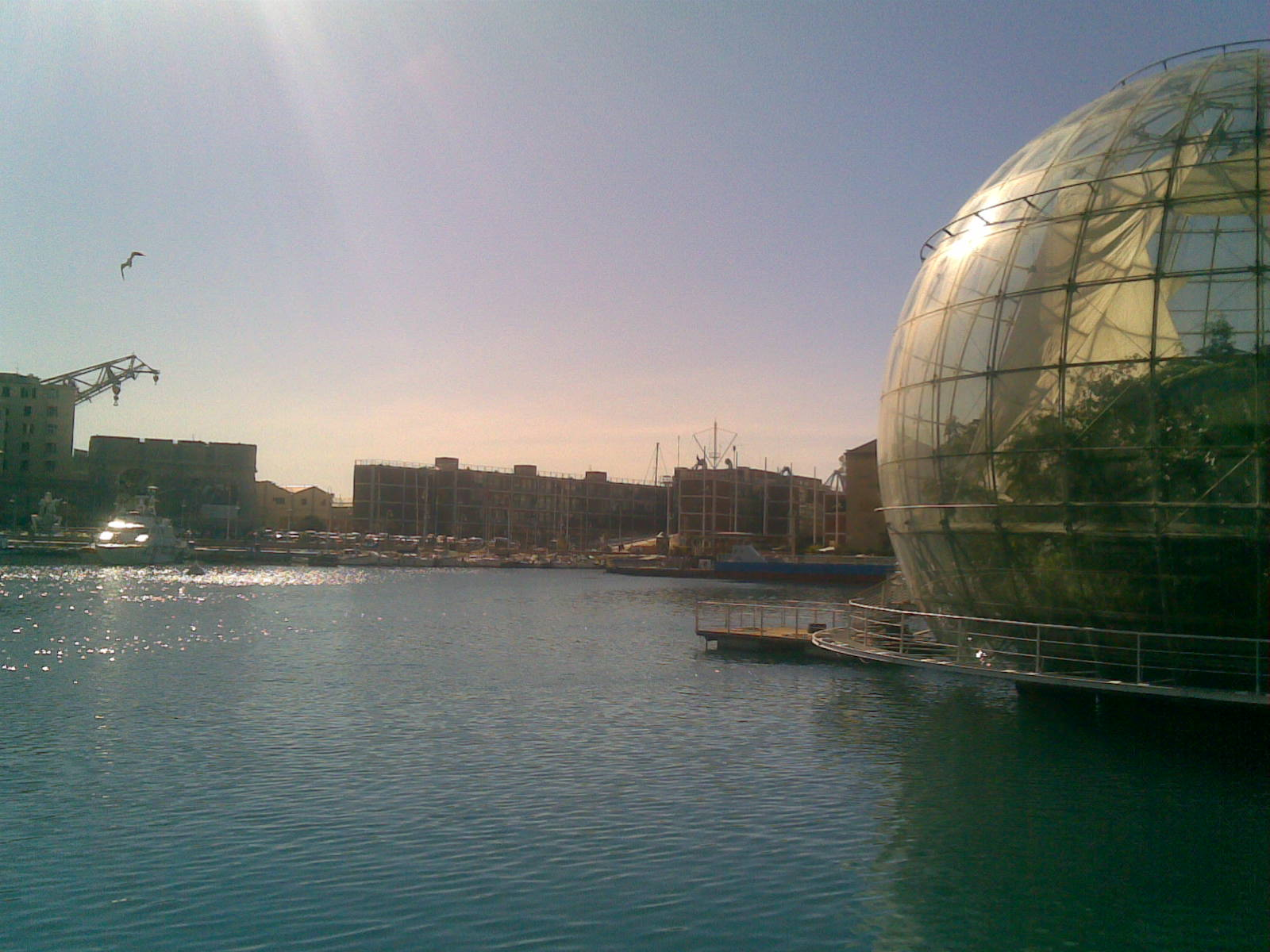
Scorcio del Porto Antico e della Bolla

All'interno del quartiere si trovano molti edifici di interesse artistico e culturale, fra cui alcune palazzine del Seicento, parte delle quali erano state abbattute negli anni sessanta per la realizzazione della strada sopraelevata che costeggia per circa sei chilometri l'area portuale, da Sampierdarena alla Foce.
Le principali strutture presenti sono:

### Area gestita dalla Porto Antico di Genova S.p.A.

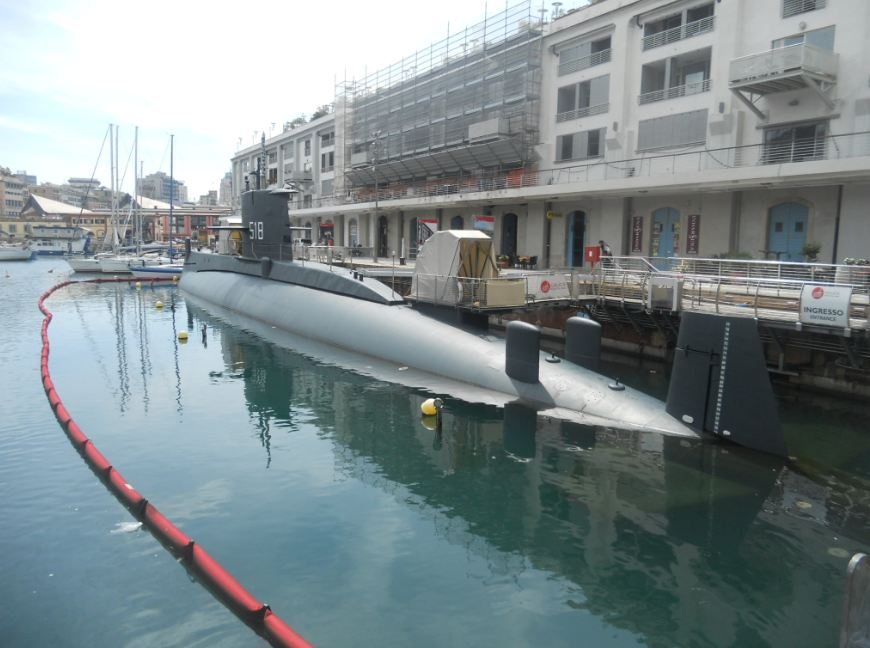
Sommergibile S 518 Nazario Sauro.

- Acquario di Genova (Ponte Spinola)  Città dei Bambini e dei Ragazzi, ascensore panoramico Bigo. e la Biosfera gestiti da Costa Edutanment SpA
- Area giochi del Mandraccio.
- Biblioteca Edmondo De Amicis (Magazzini del Cotone): fra le prime in Europa dedicata al pubblico giovanile da 0 a 18 anni.
- Nave Blu (Ponte Spinola): originariamente Nave Italia, scafo realizzato per l'Expo '92, è ora estensione dell'acquario di Genova, al quale è collegato internamente. Contiene vasche e riproduzioni di ambienti naturali.
- Ufficio informazioni e accoglienza turistica IAT presso il green hub sito davanti alle biglietterie dell'acquario.
- Genoa Store.
- Attracchi battelli turistici.
- La Città dei bambini e dei ragazzi: il più grande spazio permanente in Italia per bambini e ragazzi dai 2 ai 14 anni per la diffusione di scienza e tecnologia attraverso forme di apprendimento stimolanti.
- Piazza delle Feste.
- Piscina Porto Antico (attiva da giugno a settembre).
- Multisala cinematografica The Space Cinema.
- Vari esercizi commerciali.
- Vari ristoranti, bar, gelaterie e locali notturni.
- Porticciolo posti barca Marina Molo Vecchio.

### Area gestita dalla Marina Porto Antico S.p.A.
- Porticciolo posti barca Marina Porto Antico
- Neptune
- Hotel NH Marina
- Vari esercizi commerciali
- Vari ristoranti, bar e gelaterie

### Aree gestite dal Comune di Genova
- Autorità portuale di Genova (Palazzo San Giorgio ex Banco di San Giorgio)
- Bacino di carenaggio
- Ormeggi pescherecci
- Facoltà di Economia e Commercio dell'Università di Genova
- Istituto tecnico nautico statale San Giorgio

### L'acquario
L'Acquario di Genova è un museo vivente che ospita circa 6000 esemplari di 600 specie marine diverse (pesci, animali marini, crostacei, rettili, piante). Si trova sul ponte Spinola.
Ha sessantuno vasche che occupano quasi 10.000 metri quadrati di spazio.

### La biosfera
La sfera in vetro e acciaio situata in mare accanto all'acquario ospita farfalle, iguane, felci e varie specie di piante tropicali che riescono a vivere grazie ad una particolare disposizione automatica che delle tende poste sulle pareti interne della sfera consentono il penetrare di un adeguato livello di calore solare dall'esterno. È stata progettata dal famoso architetto genovese Renzo Piano e inaugurata nel 2001 come simbolo del mondo in occasione del Vertice del G8 tenutosi a Genova. 

### Il Bigo

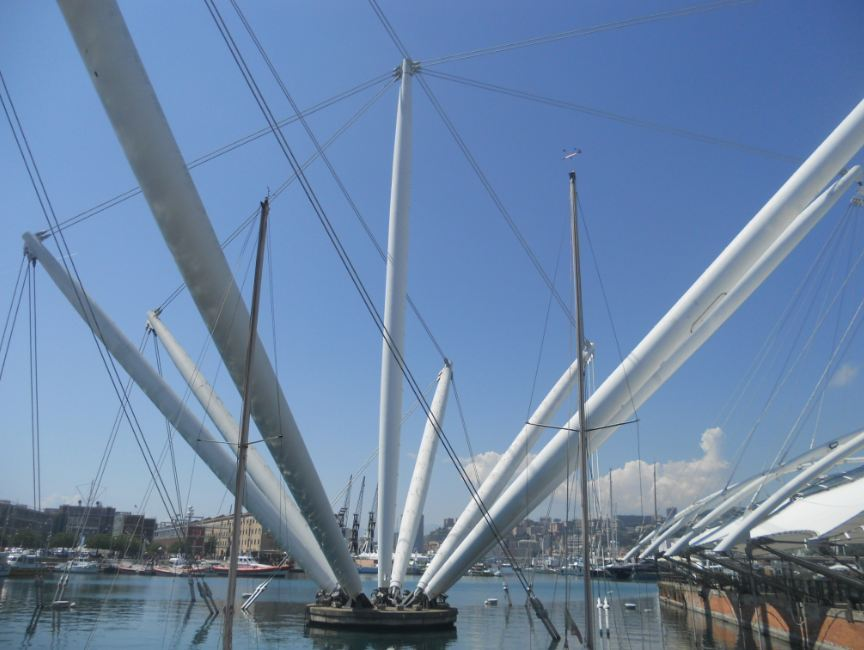
Il Bigo

È un monumento moderno in metallo progettato da Renzo Piano in occasione dell'Expo di Genova del 1992, che riproduce in scala ingrandita una grande gru da carico come quelle montate sulle navi. Si tratta di un esperimento di design creato come scenografia del porto antico. La sua base è in acqua. La sua struttura sorregge un grande ascensore panoramico circolare e rotante che permette di godere di un panorama a 360° sull'area del porto da un'altezza di circa 40 metri, con partenza da terra ogni 10 minuti.
Accanto al Bigo sorgono le Columbus' Wind, progettate dal giapponese Susumu Shingu.

### Porta Siberia

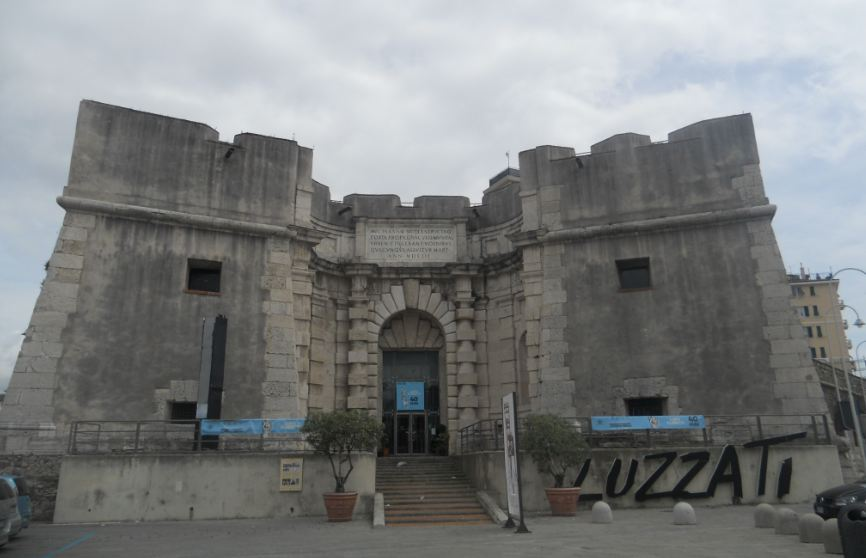
Porta Siberia.

È una porta che faceva parte delle mura cinquecentesche edificate tra il 1551 e il 1553 da Galeazzo Alessi. Essa era il varco di accesso al Molo Vecchio, costruito a prolungamento del Mandraccio, la penisola usata anticamente come approdo naturale. Il nome storico documentato è infatti Porta del Molo mentre il nome comunemente usato oggi viene mutuato invece da una porta adiacente, realizzata in tempi più recenti, che ha dato il nome all'intero complesso. Pare che il termine derivi da cibaria poiché attraverso tale varco transitavano le derrate alimentari che giungevano via-mare e quelle in partenza destinate ad altri porti del Mediterraneo.
Anticamente era un luogo di riscossione del dazio doganale. Dopo la ristrutturazione del porto antico, nel 2001, è stato aperto al suo interno il museo dedicato al pittore e scenografo Emanuele Luzzati con esposizioni temporanee dell'artista genovese e dei maggiori illustratori contemporanei oggi in parte trasferito all'interno di palazzo Ducale. Oggi Porta Siberia ospita mostre temporanee.

### Magazzini del cotone
Edificio del primo '900 adibito allo stoccaggio delle merci, è oggi una struttura polifunzionale sede di Porto Antico di Genova Centro Congressi. All'interno dell'edificio sono presenti negozi, bar, la multisala cinematografica, strutture culturali e ricreative.

### Edificio Millo

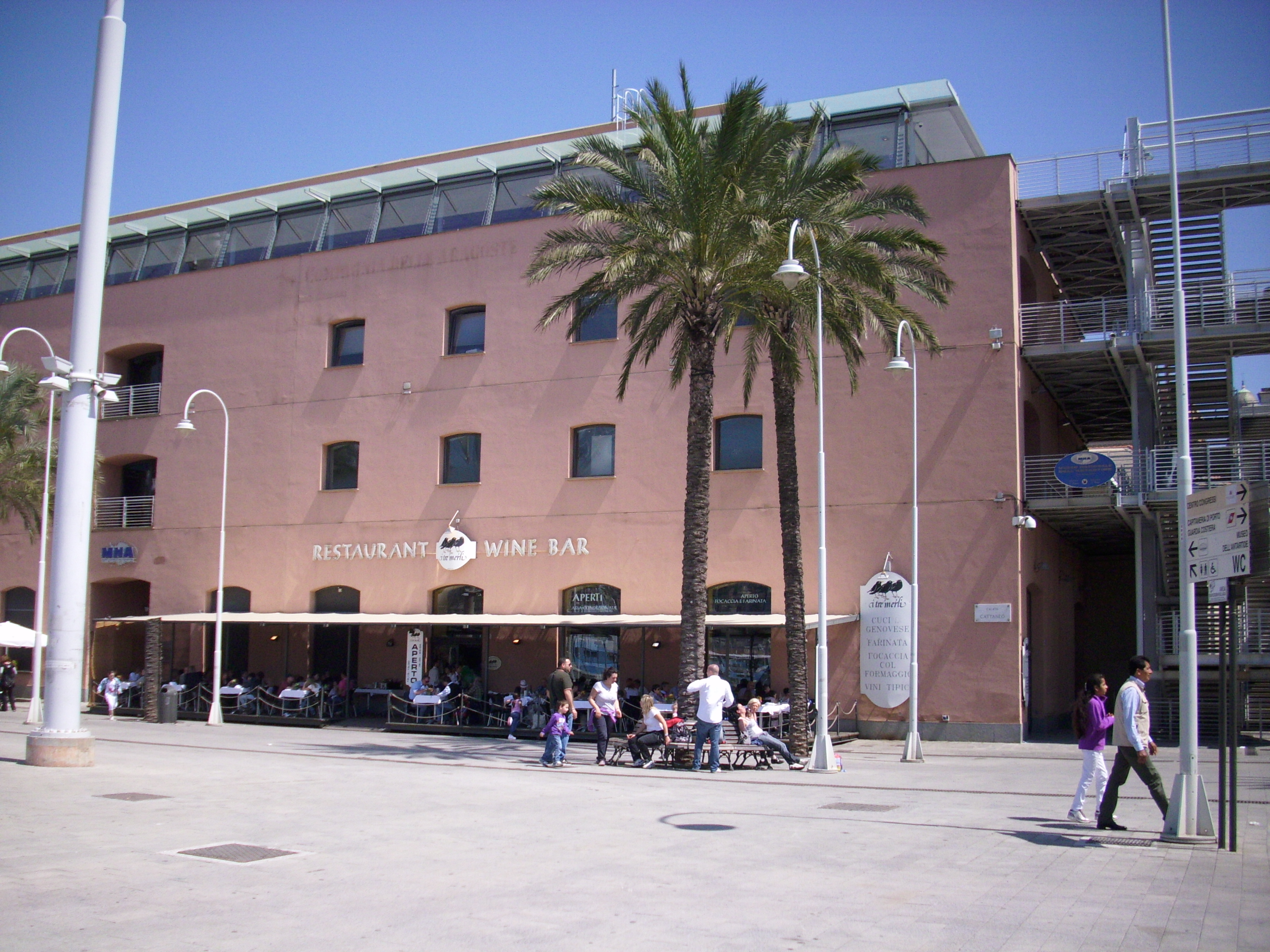
La porzione dell'edificio Millo al cui primo piano aveva sede il Museo nazionale dell'Antartide "Felice Ippolito"

Edificato nel 1876, ospita ristoranti, bar, negozi e la sede genovese di Eataly.

### Palazzine seicentesche
Accanto al Millo si trovano quattro palazzine restaurate risalenti al XVII secolo. Facevano parte di un insieme di edifici, progressivamente demoliti nel '900, che insieme al Millo costituivano il "Portofranco".

### Piazza delle Feste
È il maggiore spazio situato sul molo antistante l'edificio Millo; tensostruttura versatile e multifunzionale può ospitare manifestazioni di vario genere (musicali, culturali, commerciali e sportive) da aprile a ottobre. Durante l'inverno diviene una pista di pattinaggio su ghiaccio.
Dal 2015 è sede principale del festival musicale Supernova Festival Genova.

### Mandraccio
Nei locali del Mandraccio vi è una palestra specializzata nel fitness. Nel piazzale antistante vi sorge un'area giochi inclusivi in cui bambini normodotati e con disabilità possono giocare insieme, senza separazioni. Dalla banchina dell'omonima calata partono i battelli Whalewatchgenova, per le escursioni di avvistamento cetacei nel Santuario Internazionale del Mar Ligure e per le destinazioni della Riviera di Levante.
Nell'area antistante al Mandraccio sono posizione anche una parte dell'opera The Cord (posizionata nel 2003) e una statua raffigurante Mahatma Gandhi (posizionata nel 2006).
The Cord, realizzata dagli studi C+S Associati di Venezia e Studio Archea di Firenze, era un cilindro modulare lungo 200 m, per un diametro esterno di 3 m, alcuni moduli costituivano l'ingresso alla cinquantesima edizione dell'esposizione internazionale d'arte di Venezia del 2003, mentre altri, suddivisi tra 12 città, volevano creare una sorta di simbolica unione tra queste e la manifestazione. I moduli destinati a Genova vennero posizionati nell'area del porto Antico nel luglio di quell'anno, inizialmente con l'intenzione di esporli sono temporaneamente in zona, trovando poi in loco la loro collocazione definitiva.
Nel maggio del 2018 l'esterno dell'opera, nell'ambito di una esposizione dedicata a Vincent van Gogh ("Van Gogh Alive – The Experience"), è stato decorato con un tema che richiama il suo dipinto Notte stellata.

### Vascello Neptune, Darsena e Galata – Museo del mare

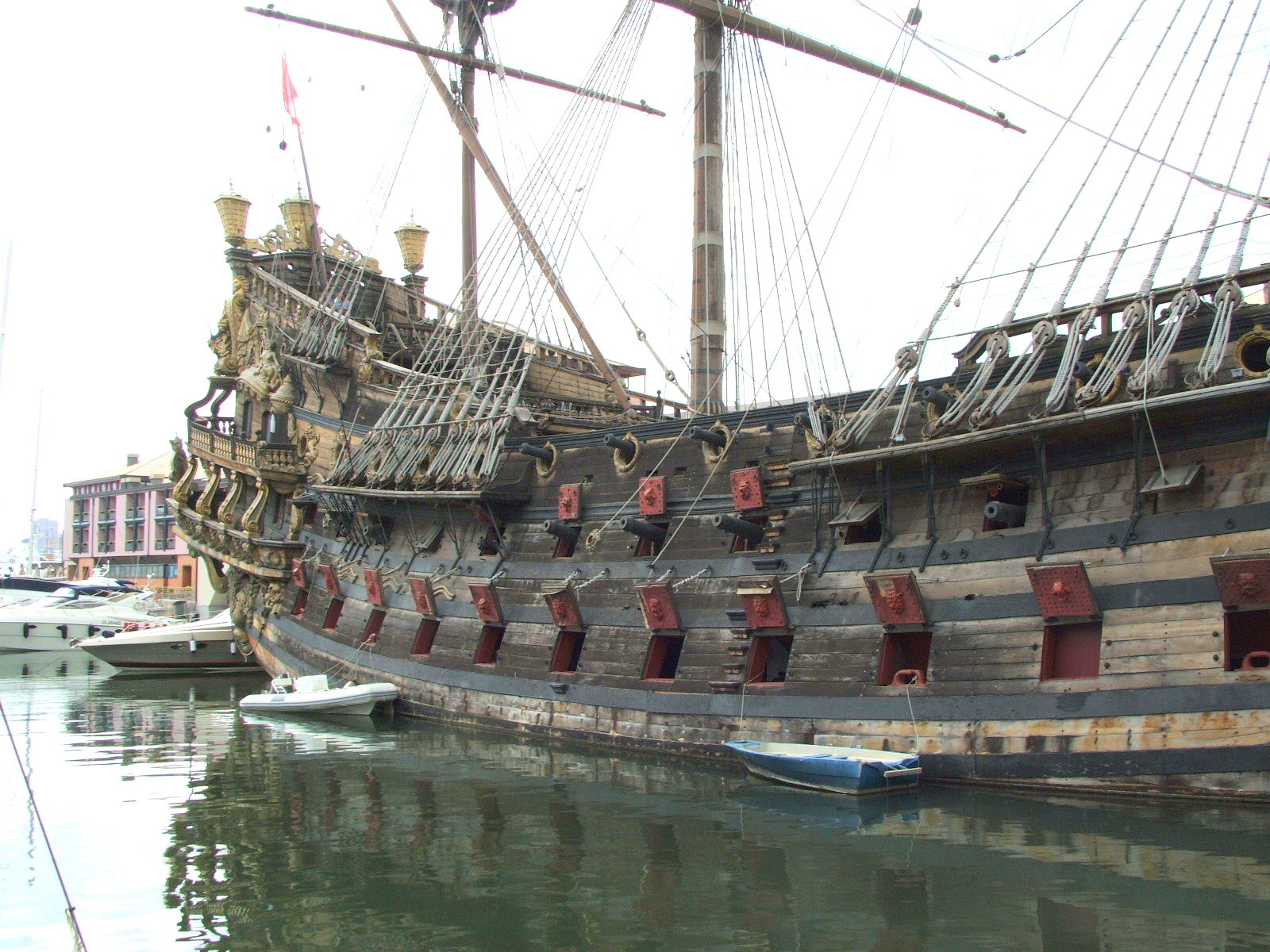
dettaglio della fiancata del Neptune

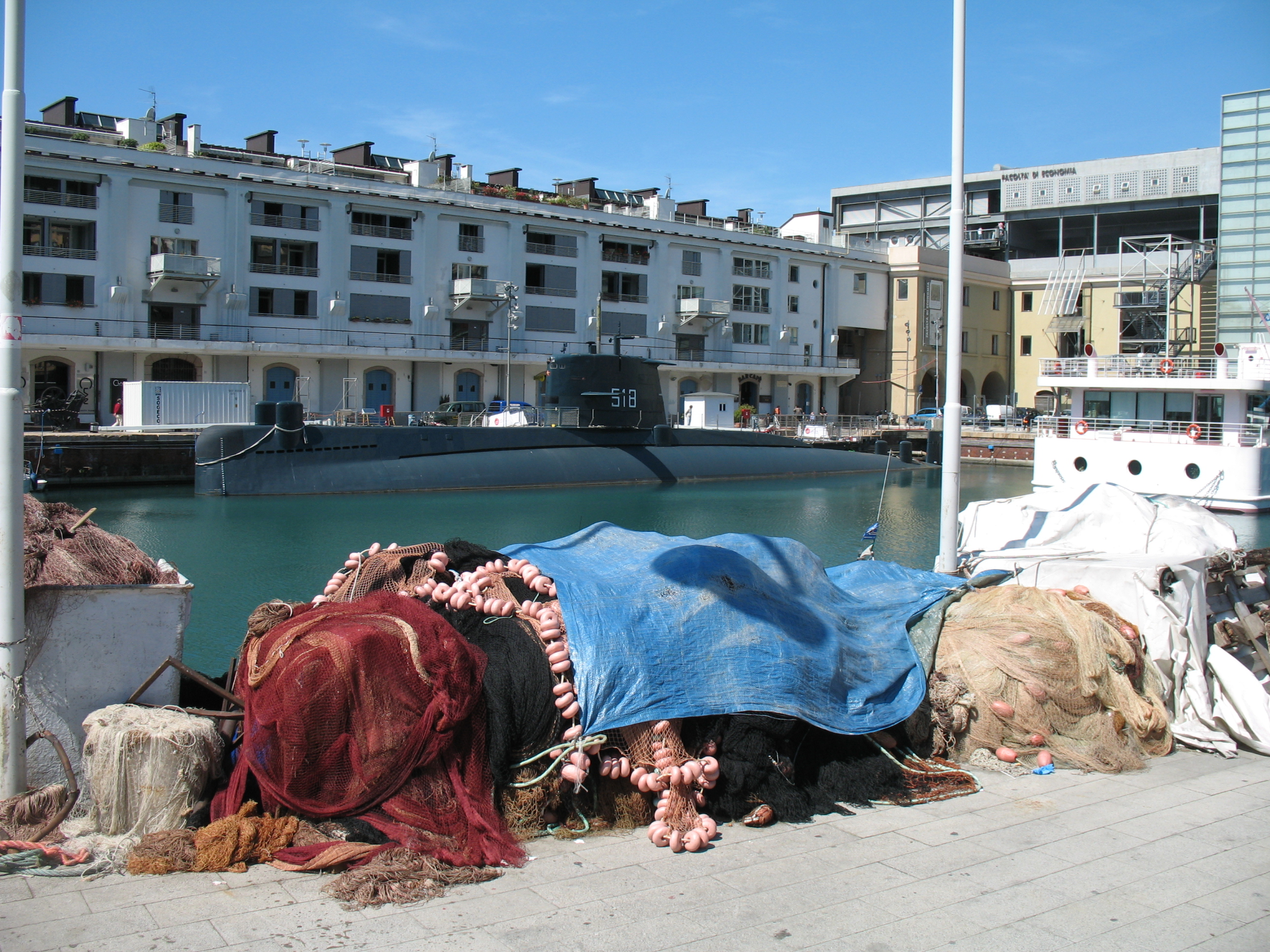
La Darsena con il sommergibile Nazario Sauro

La Darsena chiude, di fatto, a ponente, il porto antico. Ospita oltre i bacini di carenaggio, le piccole imbarcazioni dei pescatori. Adiacente al Galata − Museo del mare e allo stabile che ospita la facoltà di Economia vi è ancorato il sommergibile-museo Nazario Sauro (S 518).
Il Neptune è una ricostruzione fantasiosa, in scala reale e in grado di navigare (la sua velocità massima è di 5 nodi) di un antico vascello di pirati costruito come scenografia principale del film Pirati di Roman Polański. La nave è oggi visitabile dal pubblico ed è ormeggiato accanto all'acquario.

### Arena del mare
Teatro sul mare collocato in testata di molo in fondo ai Magazzini del Cotone. Allestito in estate, è sede della rassegna di musica, teatro e danza Porto Antico EstateSpettacolo.

### Collegamento via mare con servizio Navebus
Nella zona del porto antico è disponibile un servizio di battelli che collega l'area con la passeggiata a mare del quartiere di Pegli, gestito dall'AMT Genova.

### Il porto antico in cifre (dati 2007)
Le strutture del porto antico gestite dalla società Costa Edutainment hanno registrato nel 2007 un totale di 1.670.000 presenze (per un fatturato di quasi 24 milioni di euro) con esiti in linea con quelli ottenuti in occasione di Genova capitale europea della cultura 2004.
Queste le cifre riferite al numero di visitatori delle principali attrattive, così come sono state riportate dal quotidiano genovese Il Secolo XIX:
| struttura               | n. visitatori                   |
| ----------------------- | ------------------------------- |
| Galata − Museo del mare | 130.000 (di cui 75 000 paganti) |
| Acquario                | 1.330.000                       |
| Biosfera                | 60.000                          |
| Bigo                    | 77.000                          |
| Città dei bambini       | 120.000                         |

Nel 2011 le presenze nell'area del Porto Antico sono state calcolate in circa 4.070.000 così articolate:
| attività                                  | n. visitatori |
| ----------------------------------------- | ------------- |
| Acquario di Genova                        | 1.110.000     |
| Spazi ludico/culturali                    | 580.000       |
| Attività Congressuale                     | 108.000       |
| Manifestazioni e Spettacoli               | 432.000       |
| Attività Commerciali relax e tempo libero | 1.800.000     |
| Nautica da diporto                        | 40.000        |

## Galleria d'immagini

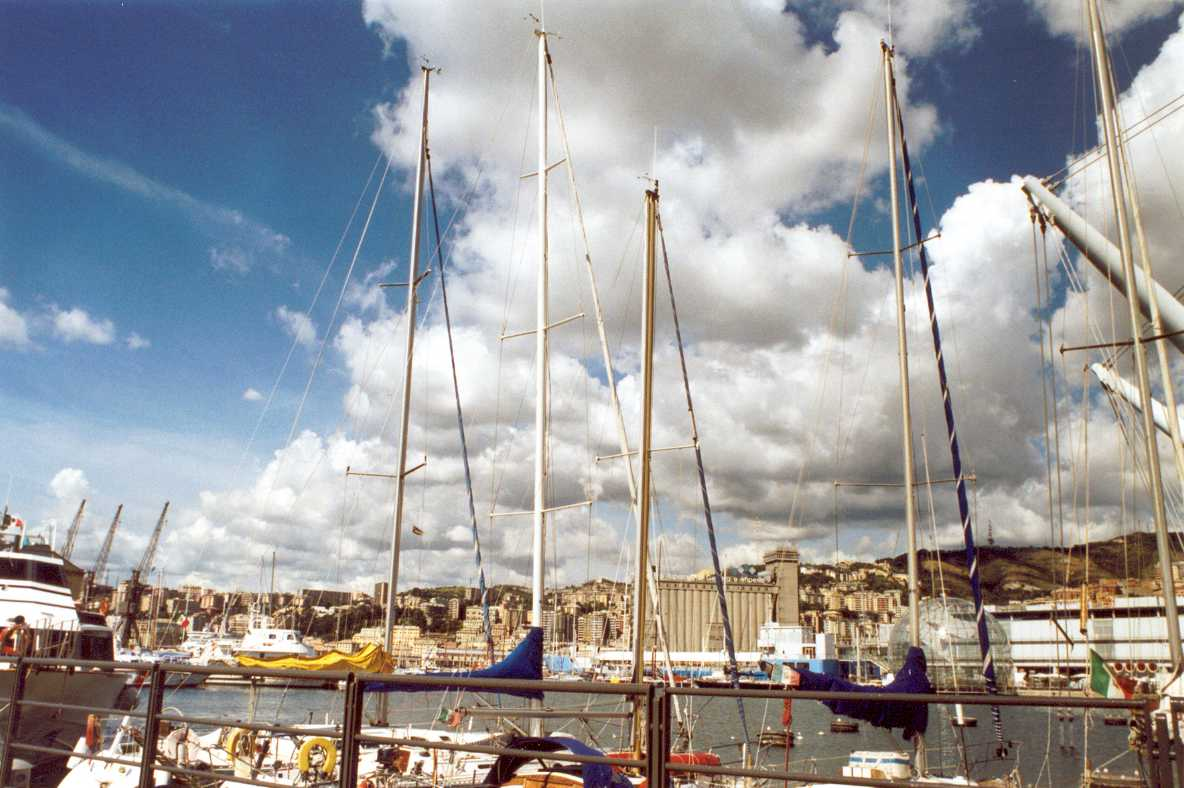
Il porto antico
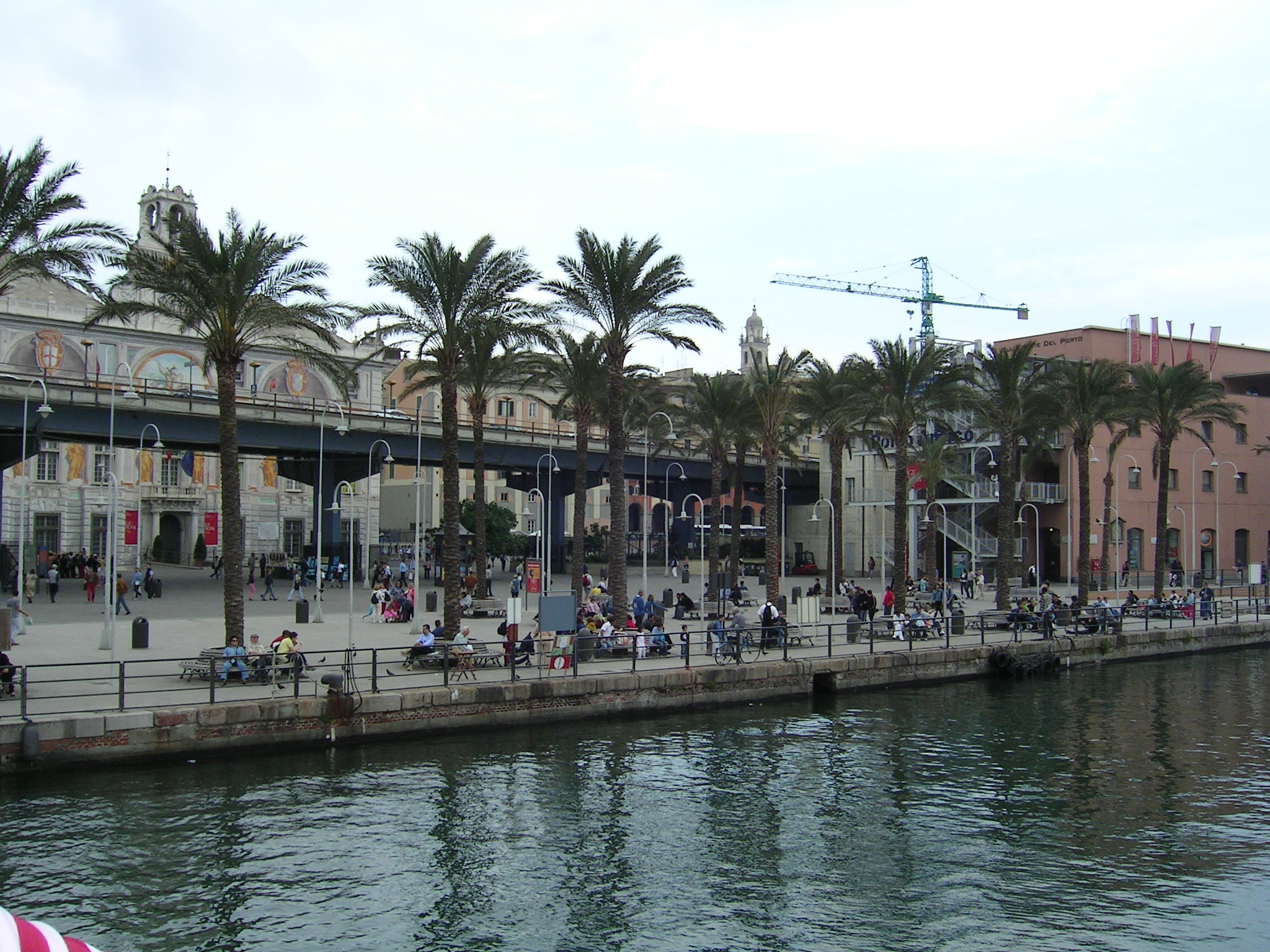
Passeggiata lungo la Palazzina Millo
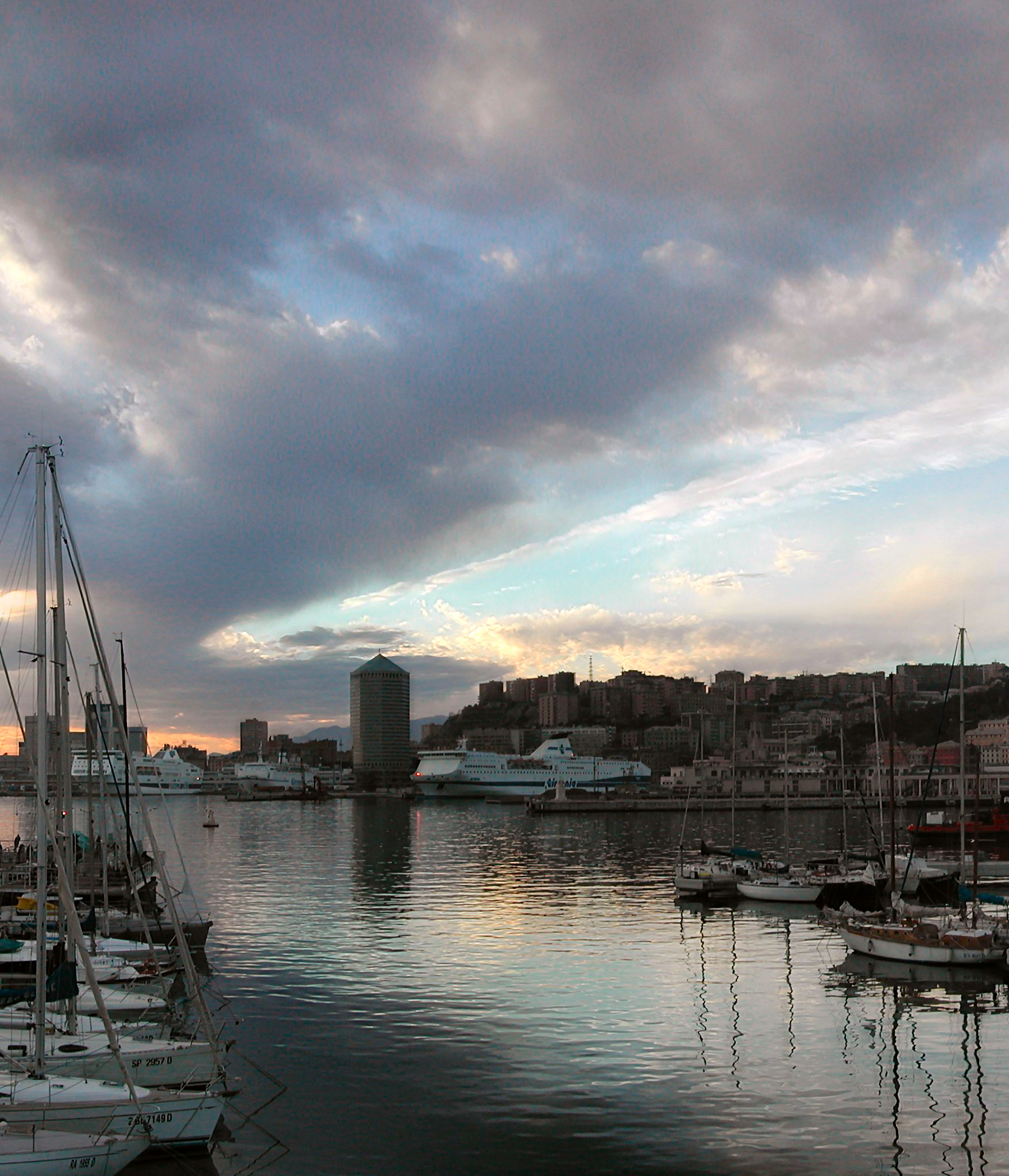
Vista sul porto dall'Acquario
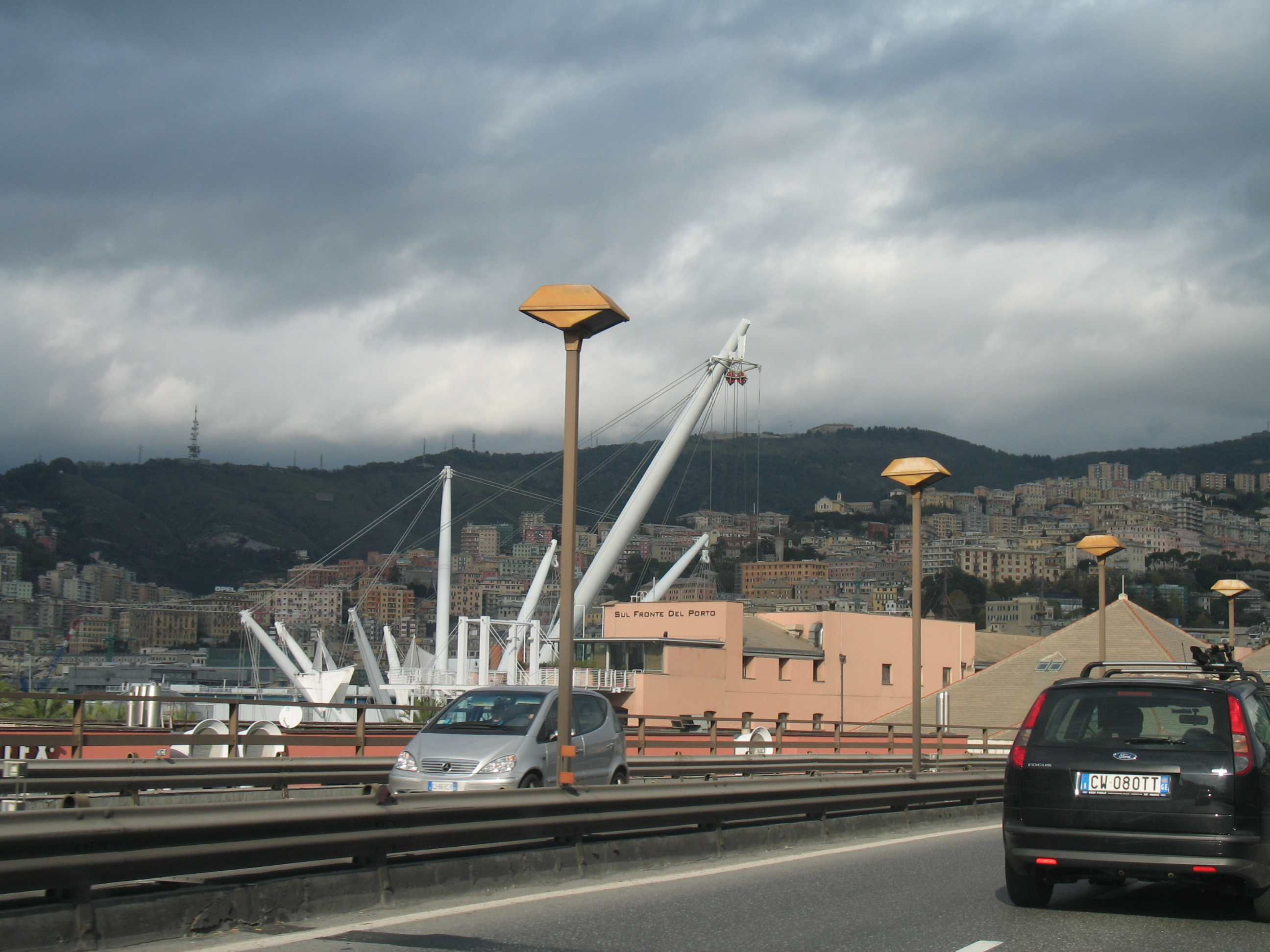
Il porto antico visto dalla sopraelevata Aldo Moro
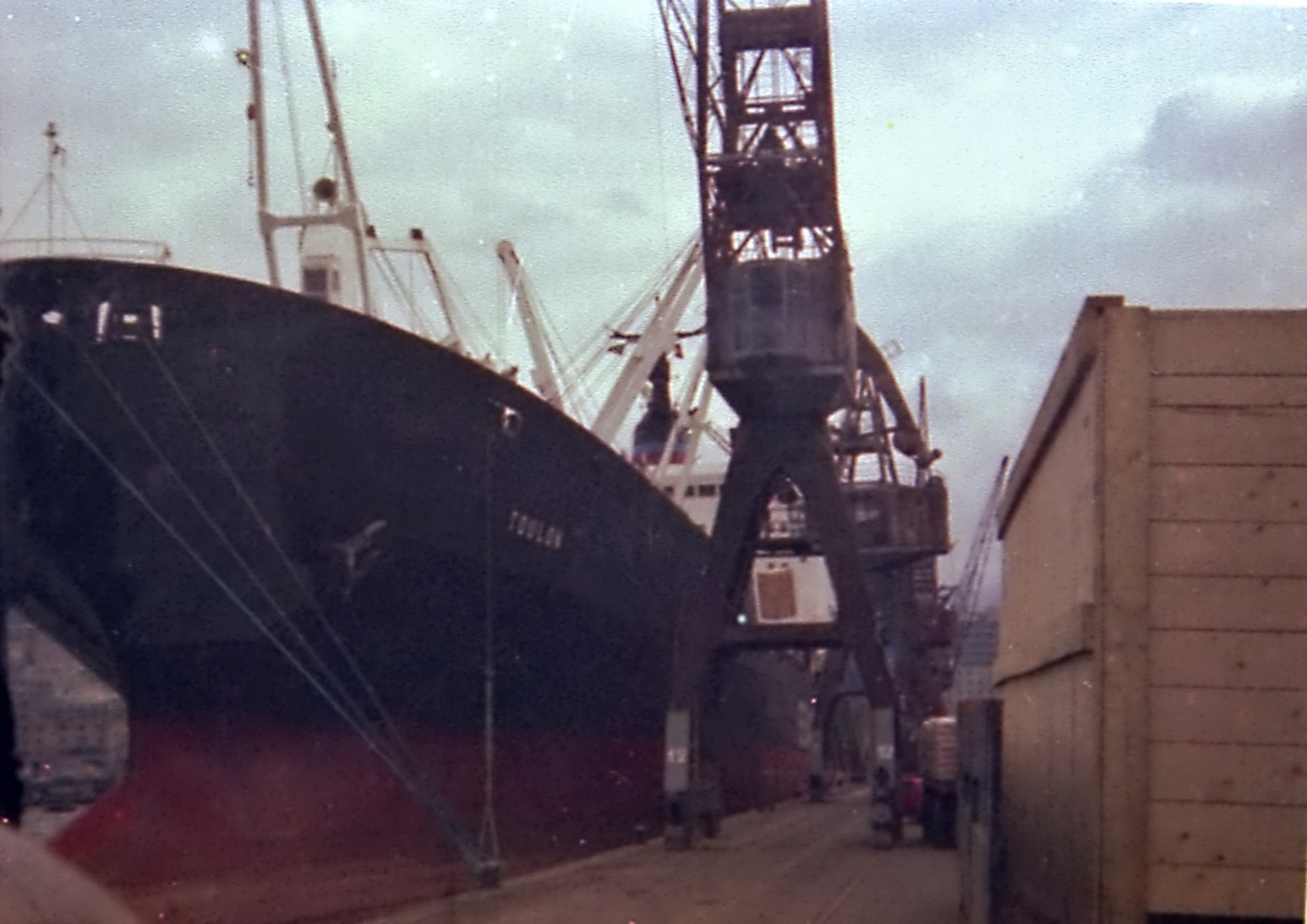
La banchina a fianco ai magazzini del cotone, nella metà degli anni '80 era ancora utilizzata con finalità di carico e scarico merci
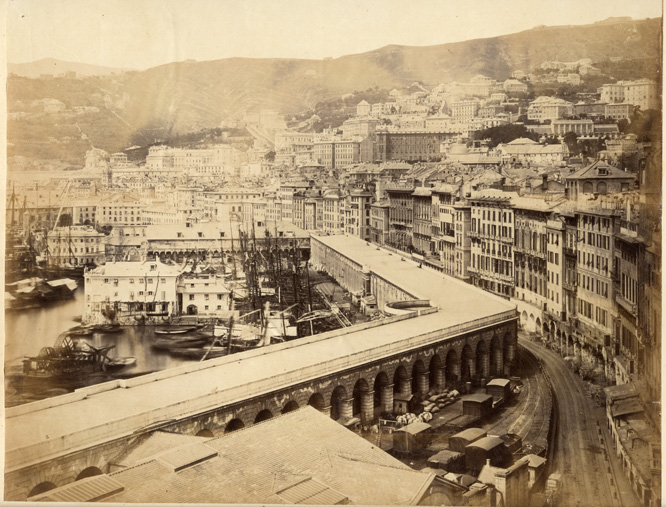
Il porto storico di Genova, con le Terrazze di marmo, in una fotografia (ca. 1880) di Alfredo Noack